# Dominik Siedlaczek
Dominik Siedlaczek (ur. 11 marca 1992) – austriacki lekkoatleta.
Srebrny medalista igrzysk europejskich z 2015 w klasyfikacji drużynowej (był 1. na 110 metrów przez płotki z czasem 14,07 s).
Wielokrotny medalista mistrzostw Austrii. W 2010 zdobył dwa brązowe medale – w sztafecie 4 × 100 m i skoku wzwyż, w 2011 wywalczył złoto w skoku wzwyż, srebro w sztafecie 4 × 100 m i brąz na 110 m przez płotki, w 2012 zdobył złoty medal w dziesięcioboju, srebrny na 110 m przez płotki i w sztafecie 4 × 100 m oraz brązowy w skoku wzwyż, w 2013 wywalczył brąz na 110 m przez płotki, w 2014 zdobył złoty medal w dziesięcioboju oraz w sztafecie 4 × 100 m przez płotki i brązowy na 110 m przez płotki, a w 2015 wywalczył złoto na 110 m przez płotki i srebro w sztafecie 4 × 100 m. Jest także wielokrotnym medalistą halowych mistrzostw kraju. W 2010 zdobył brązowy medal w sztafecie 4 × 200 m, w 2011 wywalczył złoto w sztafecie 4 × 200 m i srebro w siedmioboju, w 2012 zdobył złoty medal w sztafecie 4 × 200 m, srebrny w siedmioboju i brązowy w skoku wzwyż, w 2013 wywalczył srebro w siedmioboju, na 60 m przez płotki i w sztafecie 4 × 200 m oraz brąz w skoku wzwyż i skoku w dal, w 2014 zdobył złoty medal w siedmioboju, srebrny na 60 m przez płotki i w sztafecie 4 × 200 m oraz brązowy w skoku wzwyż, w 2015 wywalczył złoto w siedmioboju, na 60 m przez płotki i w sztafecie 4 × 200 m, z kolei w 2016 roku triumfował w siedmioboju oraz w biegu na 60 m przez płotki, a w sztafecie 4 × 200 m zdobył srebro. Reprezentant klubu DSG Volksbank Wien trenowany przez Elisabeth Plazottę.

## Rekordy życiowe
Na podstawie:
- 60 m (hala) – 7,11 s (Wiedeń, 15 lutego 2014)
- 100 m – 11,03 s (Götzis, 31 maja 2014)
- 200 m – 22,39 s (Andorf, 9 sierpnia 2014)
- 200 m (hala) – 22,67 s (Wiedeń, 19 stycznia 2013)
- 400 m – 50,02 s (Lustenau, 23 sierpnia 2014)
- 1000 m (hala) – 2:47,22 s (Linz, 17 lutego 2013)
- 1500 m – 4:33,30 s (Götzis, 1 czerwca 2014)
- 60 m przez płotki (hala) – 7,97 s (Linz, 21 lutego 2016)
- 110 m przez płotki – 14,07 s (Baku, 22 czerwca 2015)
- skok wzwyż (stadion) – 2,03 m (Götzis, 31 maja 2014)
- skok wzwyż (hala) – 2,04 m (Bratysława, 14 lutego 2015)
- skok w dal (stadion) – 6,94 m (Götzis, 30 maja 2015)
- skok w dal (hala) – 7,05 m (Wiedeń, 23 lutego 2013)
- pchnięcie kulą (stadion) – 13,89 m (Götzis, 30 maja 2015)
- pchnięcie kulą (hala) – 13,98 m (Wiedeń, 30 stycznia 2016)
- rzut dyskiem – 41,08 m (Südstadt, 14 maja 2015)
- rzut oszczepem – 47,88 m (Götzis, 31 maja 2015)
- dziesięciobój – 7430 pkt. (Götzis, 1 czerwca 2014)
- siedmiobój (hala) – 5635 pkt. (Wiedeń, 16 lutego 2014)